# バケタン家族
『バケタン家族』（バケタンかぞく）は、1976年7月12日から同年9月27日までNET系列局で放送されていたNETテレビ（現・テレビ朝日）制作のテレビドラマである。全12話。放送時間は毎週月曜 20:00 - 20:54 （日本標準時）。
東京の下町にあるお化け屋敷を舞台にしたコメディドラマ。前番組『金のなる樹は誰のもの』から引き続き、渡辺プロダクションが制作に携わっていた。

## スタッフ
- 企画：渡辺美佐（渡辺プロ）、宮崎慎一（NET）
- 脚本：雪室俊一、田村隆、佐々木守、渡辺由自
- 演出：真船禎（全話担当）
- 音楽：森岡賢一郎

## キャスト
- 露子：小柳ルミ子
- 利雄：有島一郎
- 白川：荻島真一
- 淳一：西田敏行
- 太田裕美
- 森山周一郎
- 大前均
- 霊吉：松鶴家千とせ
- 応経：志村喬
- 孝二：あいざき進也
- 吉田義夫
- 桜井センリ
- 住谷：下川辰平
- 愛子：水野久美
- 幸子：浅野真弓
- ほか

## 主題歌
「オバケのチャチャチャ」
童謡「おもちゃのチャチャチャ」（作詞：野坂昭如 / 補作詞：吉岡治 / 作曲：越部信義）の替え歌。歌：小柳ルミ子。

## 放送日程
| 話数 | 放送日 （1976年） | サブタイトル                       | 脚本     | ゲスト               |
| ---- | ----------------- | ---------------------------------- | -------- | -------------------- |
| 1    | 7月12日           | ㊙初公開！素晴らしきおばけ達!!     | 雪室俊一 |                      |
| 2    | 7月19日           | ㊙そっと教えます、オバケの正体!!   | 雪室俊一 |                      |
| 3    | 7月26日           | ㊙ギャー！恐怖の狼男あらわる!!     | 田村隆   | 谷啓、キャンディーズ |
| 4    | 8月2日            | ㊙バケタン一家、遂に解散か!?       | 佐々木守 | 水前寺清子           |
| 5    | 8月16日           | ㊙うらめしや!! 今晩のおばけ情報    | 佐々木守 |                      |
| 6    | 8月23日           | ㊙出たァ!! 山口さんちのツトム君    | 渡辺由自 | エバ                 |
| 7    | 8月30日           | 初恋！はじらうお岩乙女心           | 渡辺由自 | アン・ルイス         |
| 8    | 9月6日            | ㊙おばけ屋敷でどこまでほんとなの!? | 田村隆   | 佐藤蛾次郎           |
| 9    | 9月13日           | ㊙SOS！お露が消えた!?              | 雪室俊一 | 東八郎               |
| 10   | 9月20日           | ㊙大判小判がザックザク!!           | 田村隆   |                      |
| 11   | 9月27日           | さようなら愛するオバケたち         | 雪室俊一 |                      |

## ネット局
- NETテレビ（製作局）
- 北海道テレビ
- 東日本放送
- 名古屋テレビ
- 朝日放送
- テレビ岡山（現・岡山放送） ※当時はフジテレビ系列とNET系列とのクロスネット局。当時の放送対象地域は岡山県のみ。
- 広島ホームテレビ
- 瀬戸内海放送 ※当時の放送対象地域は香川県のみ。
- 九州朝日放送